# Jaliscokartel-Nieuwe Generatie
Het Jaliscokartel (Spaans: Cartel Jalisco Nueva Generación, CJNG) is een van Mexico's grootste drugskartels. Het kartel heeft zijn hoofdbasis in Guadalajara, de hoofdstad van de staat Jalisco.

## Geschiedenis
Het Jaliscokartel ontstond rond 2010. Het kartel trad agressief op en groeide snel. Het kartel richtte tientallen drugsroutes op in de VS, Europa en Azië. Aldus werd het kartel een belangrijke rivaal van het Sinaloakartel en andere drugskartels. In 2016 ontvoerde het kartel een zoon van de leider van het Sinaloakartel, El Chapo.
In 2019 was het kartel uitgegroeid tot een van de machtigste drugskartels van Mexico. Zijn leider Nemesio Oseguera Cervantes, bijgenaamd El Mencho, wordt wel gezien als een van de belangrijkste drugsbazen in de wereld en als de opvolger van El Chapo, de vroegere leider van het Sinaloakartel. Begin 2020 werden in de Verenigde Staten honderden verdachten opgepakt die werden gekoppeld aan het kartel.
La Familia Michoacana · Golfkartel · Jaliscokartel-Nieuwe Generatie · Juárezkartel · La Línea · Los Negros · Sinaloakartel · Caballeros Templarios · Tijuanakartel · Los Zetas · Zuid-Pacifisch Kartel · Guadalajarakartel